# (34647) 2000 WV97
2000 WV97 (asteroide 34647) é um asteroide da cintura principal. Possui uma excentricidade de 0.15893000 e uma inclinação de 9.38579º.
Este asteroide foi descoberto no dia 21 de novembro de 2000 por LINEAR em Socorro.